# Golf na Letnich Igrzyskach Olimpijskich 1900
Zawody w golfie na Letnich Igrzyskach Olimpijskich 1900 w Paryżu rozegrane zostały po raz pierwszy w historii igrzysk olimpijskich. Zorganizowane zostały turnieje indywidualne kobiet i mężczyzn.
Turniej mężczyzn odbył się 2 października. Brało w nim udział 12 zawodników z 4 państw. Golfiści rywalizowali w dwóch rundach (36 dołków). Złotym medalistą został Amerykanin Charles Sands, medale srebrny i brązowy zdobyli Brytyjczycy Walter Rutherford i David Robertson.
Turniej kobiet odbył się 3 października. Składał się z 9 dołków. Brało w nim udział 10 zawodniczek z 2 państw. Wszystkie medale zdobyły Amerykanki. Mistrzynią olimpijską została Margaret Ives Abbott, srebrny medal zdobyła Pauline Whittier, natomiast brązowy medal – Daria Pratt.
Zawody odbyły się w Compiègne.

## Uczestnicy
W zawodach uczestniczyło 22 sportowców z 4 państw:
- Francja (9)
- Grecja (1)
- Stany Zjednoczone (8)
- Wielka Brytania (4)

## Medaliści
| Konkurencja                         | Złoto           | Srebro            | Brąz            |
| ----------------------------------- | --------------- | ----------------- | --------------- |
| Mężczyźni indywidualnie (szczegóły) | Charles Sands   | Walter Rutherford | David Robertson |
| Kobiety indywidualnie (szczegóły)   | Margaret Abbott | Polly Whittier    | Daria Pratt     |

## Tabela medalowa
| Lp.   | Państwo                 | Złoto | Srebro | Brąz | Razem | Źródło |
| ----- | ----------------------- | ----- | ------ | ---- | ----- | ------ |
| 1     | Stany Zjednoczone (USA) | 2     | 1      | 1    | 4     | [ 1 ]  |
| 2     | Wielka Brytania (GBR)   | 0     | 1      | 1    | 2     | [ 1 ]  |
| Razem | Razem                   | 2     | 2      | 2    | 6     |        |